# Skarf
Skarf (em coreano:  스카프; muitas vezes estilizado como SKarf) foi um grupo feminino sul-coreano formado pela Alpha Entertainment em 2012. O significado por trás do nome do grupo se baseia na palavra cachecol (em inglês:  scarf). O S significa Singapura, enquanto o C, substituído pelo K, significa Korea. A formação final do grupo consistiu em Jooah, Tasha, Hana e Jenny.
Em 14 de agosto de 2012, eles fizeram sua estréia oficial e lançaram seu primeiro álbum auto-intitulado Skarf.
Em 30 de dezembro de 2012, Sol deixou o Skarf, devido a razões pessoais e dois novos membros, Jooah e Hana, se juntaram ao grupo. Em 16 de setembro de 2014, foi anunciado que Ferlyn deixaria o SKarf e estrearia como uma artista solo em 2015.

## História

### Pré-debut
De 9 a 11 de dezembro de 2010, JYP Entertainment e Alpha Entertainment realizaram audições em Singapura e Hong Kong e foi durante esse tempo que Ferlyn, Tasha e Elaine foram recrutadas para a Alpha Entertainment com outros finalistas que passaram as audições. Ferlyn, Elaine e Tasha passaram dois anos de treinamento intensivo na Coreia do Sul e durante o final de 2011, Elaine Yuki deixou o grupo devido a razões médicas e também porque o treinamento era muito difícil. Alan Chan, diretor executivo da Alpha, afirmou que as meninas seriam preparadas juntamente com outros coreanos para formar um grupo de garotas que iria estrear no próximo ano.

### 2012: Debut com "Skarf" e "Oh! My Skarf"
Em 8 de agosto de 2012, Skarf lançou seu primeiro teaser para sua música-título "Oh! Dance" através do canal oficial do YouTube da Alpha Entertainment. Em 09 de agosto de 2012, os teasers individuais dos membros foram lançados para introduzir cada um dos membros.
Em 10 de agosto de 2012, foi anunciado que Skarf teria seu próprio reality show na MBC Music intitulado "Oh! My Skarf", o show foi ao ar a partir de 11 de agosto às 7:00 KST. O show revelou a vida pré-debut dos membros do girl group e como elas se preparam para sua estréia.
Depois de lançar o terceiro vídeo teaser para sua canção-título em 12 de agosto de 2012, o MV de "Oh! Dance" foi lançado um dia depois e em 14 de agosto de 2012, Skarf realizou sua performance de estréia em Seul.
Em 17 de agosto de 2012, Skarf iniciou suas promoções no Music Bank com sua música-título "Oh! Dance", foi também o primeiro programa de música que as garotas se apresentaram na Coreia do Sul.
A integrante Sol deixou o grupo devido a razões pessoais e o grupo anunciou em 30 de dezembro de 2012 que elas farão um retorno com a adição da integrante coreana JooA e da integrante japonesa Hana.

### 2013: "Luv Virus" e showcase em Singapura

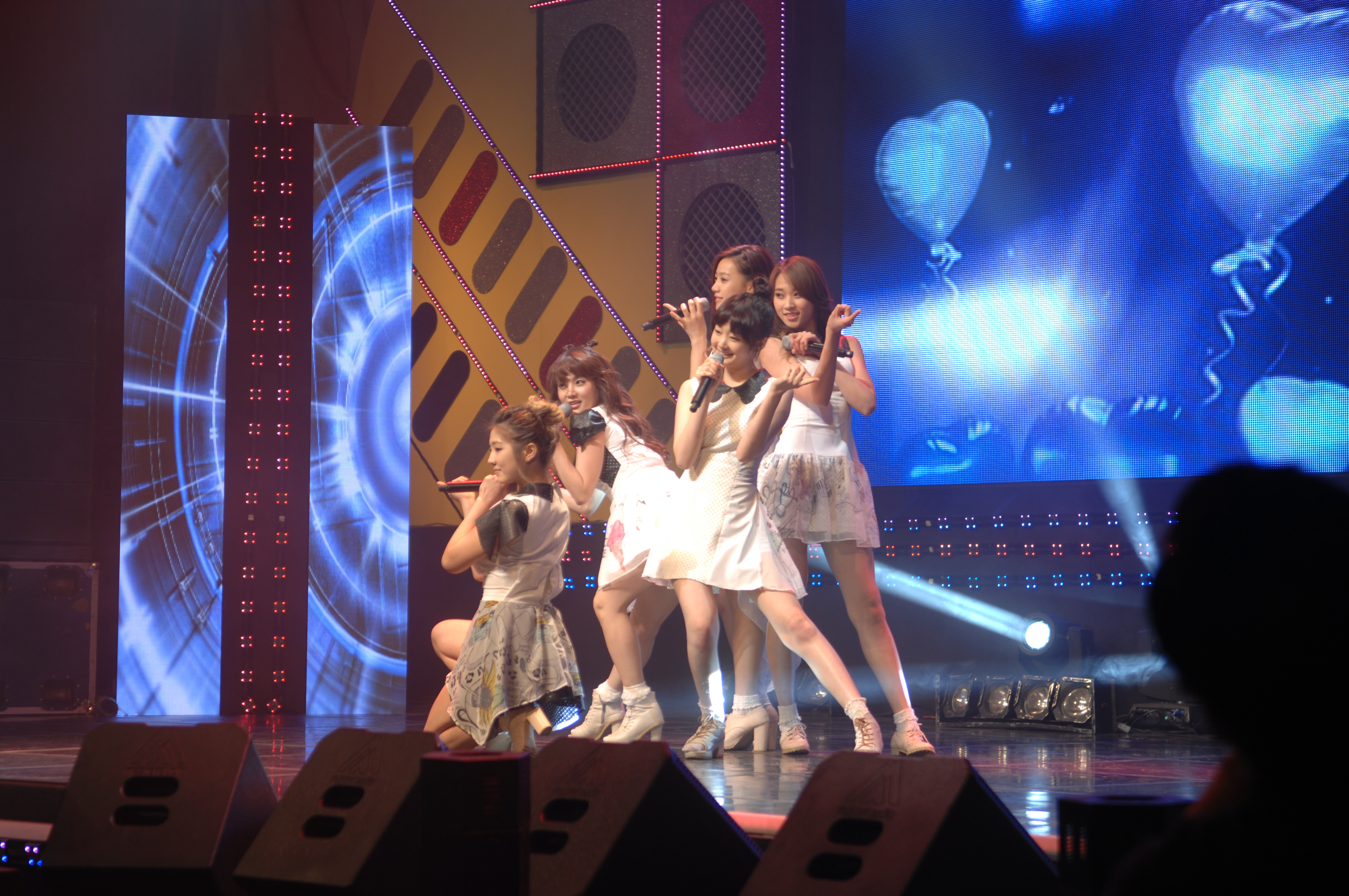
Skarf no show especial da K-Force

Em 19 de maio, foi revelado que Skarf estaria fazendo um retorno com seu primeiro mini-álbum Luv Virus em 28 de maio. Em 28 de maio, os vídeo-teasers de cada membro do grupo para a música título Luv Virus foi lançado através do canal oficial do YouTube Alpha Entertainment. Em 31 de maio de 2013, o videoclipe completo para a faixa-título Luv Virus foi lançado em seu canal oficial no YouTube, marcando seu primeiro videoclipe filmado como um grupo de cinco membros em vez do grupo de quatro membros anteriormente. Seu mini-álbum intitulado Luv Virus também foi lançado no mesmo dia.
Em 03 de julho, Skarf anunciou que estariam visitando Singapura para realizar um evento de comida de restaurante de um dia. Skarf prepararia o alimento que seria vendido para esse dia e que os lucros do evento serão doados à caridade. Também foi anunciado que elas teriam um evento de fãs em 10 de agosto e em 11 de agosto, elas iriam realizar seu showcase intitulada "Dreams Come True" no Kallang Theatre.

### 2014: Saída de Ferlyn
Em 16 de setembro de 2014, foi anunciado que Ferlyn deixará o Skarf e lançará um EP de solo de mandarim em 2015.

## Ex-integrantes
- Jooah (em coreano:  주아), nascida Park Jooah (em coreano:  박주아) em 28 de janeiro de 1990 (35 anos) em Masan, Gyeongsang do Norte, Coreia do Sul.
- Sol (em coreano:  솔), nascida Jung Chaeyoon (em coreano:  정채윤) em 21 de maio de 1991 (33 anos) em Kansas City, Kansas, Estados Unidos.
- Ferlyn (em coreano:  페린), nascida Ferlyn Wong (em coreano:  페린웡) em 1 de fevereiro de 1992 (33 anos) em Singapura. Seu nome chinês é Wong Jingling (em chinês:  黃晶玲).
- Tasha (em coreano:  타샤), nascida Natasha Low (em coreano:  나타샤로우) em 11 de outubro de 1993 (31 anos) em Singapura. Seu nome chinês é Liu Yiling (em chinês:  劉怡伶).
- Hana (em coreano:  하나), nascida Mizuki Ogawa (em japonês:  小川美月) em 12 de agosto de 1995 (29 anos) em Tóquio, Japão.
- Jenny (em coreano:  제니), nascida Lee Jooyoung (em coreano:  이주영) em 16 de fevereiro de 1996 (29 anos) em Wonju, Gangwon, Coreia do Sul.

## Discografia

### Álbuns singles
| Título    | Detalhes do álbum                                                                                    | Melhor posição nas paradas | Vendas |
| --------- | --- | -------------------------- | ------ |
| Oh! Dance | - Lançamento: 13 de agosto de 2012 - Gravadora: Alpha Entertainment - Formatos: CD, Digital Download | -                          | -      |

### Extended plays
| Título    | Detalhes do álbum                                                                                  | Melhor posição nas paradas | Vendas |
| --------- | -------------------------------------------------------------------------------------------------- | -------------------------- | ------ |
| Luv Virus | - Lançamento: 31 de maio de 2013 - Gravadora: Alpha Entertainment - Formatos: CD, Digital Download | 19 (semanal), 90 (mensal)  | 816+   |

## Filmografia

### Reality shows
| Ano  | Rede de TV | Título                                        | Papel                                                               | Notas                              |
| ---- | ---------- | --------------------------------------------- | ------------------------------------------------------------------- | ---------------------------------- |
| 2012 | MBC        | Oh! My Skarf                                  | Reality show sobre a vida das integrantes do Skarf antes da estreia | Finalizado                         |
| 2013 | MBC        | Gangnam Feel Dance                            | Tasha estrelando no show                                            | Finalizado                         |
| 2013 | MBC        | Korean Art Idol Competition – Everyone Gather | Ferlyn como partipante                                              | Finalizando com Ferlyn em 6º lugar |

### Programas de variedades
| Ano  | Rede de TV | Título        | Papel         | Notas |
| ---- | ---------- | ------------- | ------------- | ----- |
| 2013 | Arirang TV | Pops in Seoul | Tasha como MC |       |

### Dramas
| Ano  | Rede de TV          | Título       | Papel       | Notas                                   |
| ---- | ------------------- | ------------ | ----------- | --------------------------------------- |
| 2012 | MediaCorp Channel 8 | It Takes Two | Elas mesmas | Participação especial em dois episódios |